# Herb Kurlandii i Semigalii
Herb Księstwa Kurlandii i Semigalii (od 1566 roku) – przedstawia na tarczy czwórdzielnej w krzyż naprzemianlegle w polach srebrnych 1 i 4 wspiętego czerwonego koronowanego lwa Kurlandii oraz w polach błękitnych 2 i 3 srebrnego pół jelenia Semigalii. Za rządów Gottarda Kettlera, a po nim jego synów, na tarczy sercowej herbu kładziono dwupolowy herb rodowy Kettlerów: srebrny hak kotłowy w polu czerwonym oraz inicjały S A pod koroną w polu złotym.
Po wymarciu Kettlerów na tarczy sercowej kładziono herby rodowe Wettynów (1758–1763) i Bironów (1763–1795). Po zajęciu przez Rosję księstwa herb bez tarczy sercowej w wersjach z 1856 i 1878 roku był herbem guberni kurlandzkiej do 1915 roku. W 1921 roku lew Kurlandii znalazł się w trójpolowym herbie niepodległej Łotwy.

Herb Księstwa z czasów Kettlerów
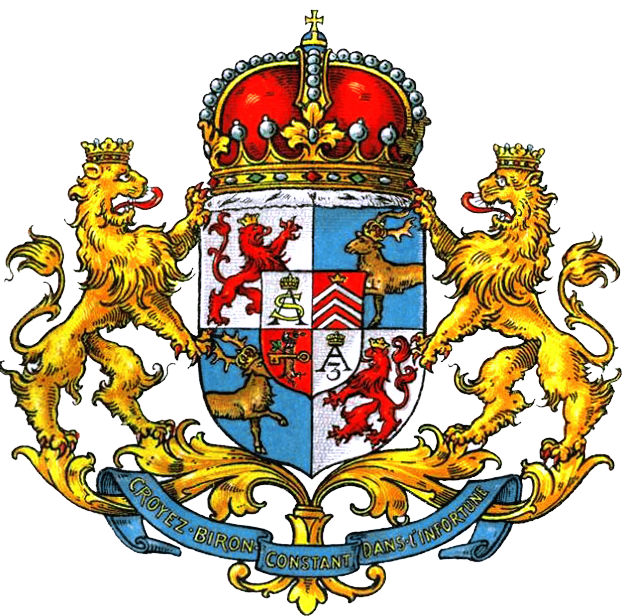
Herb Księstwa z czasów Bironów
Herb Ks. Kurlandii, Semigalii i Piltynia
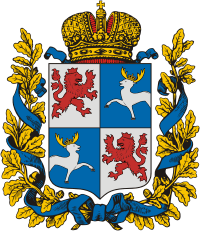
Herb guberni kurlandzkiej